# Selbststrahlender Sendemast

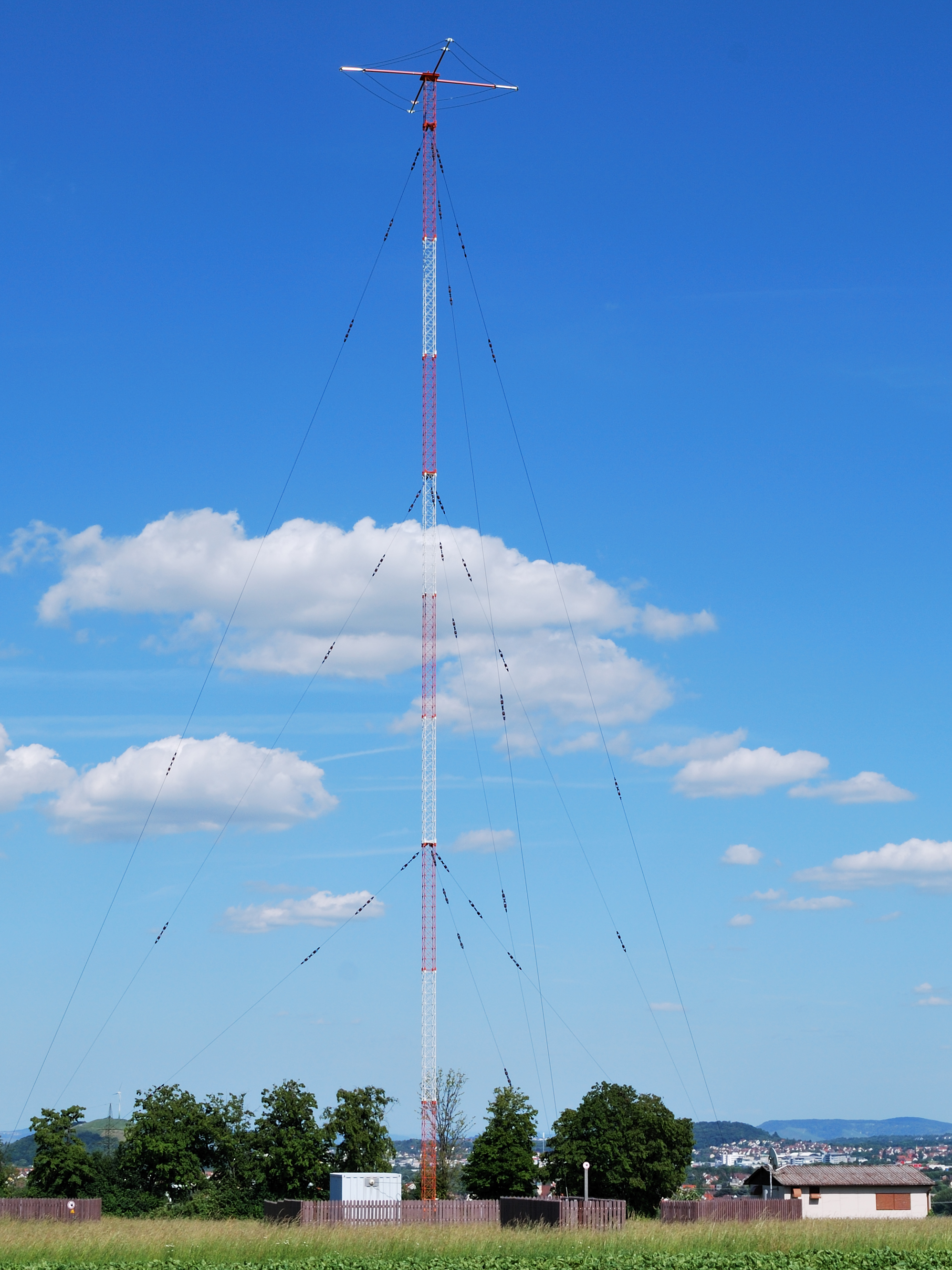
Gegen Erde isolierter selbststrahlender 40 m hoher Sendemast für den Mittelwellensender des AFN in Hirschlanden (Ditzingen) (Sendefrequenz: 1143 kHz, Sendeleistung: 10 kW)

Ein selbststrahlender Sendemast ist ein Sendemast, bei dem die gesamte Konstruktion als Antenne wirkt. Er wird häufig als Sendeantenne für Lang- oder Mittelwelle eingesetzt.
Gegensatz ist der Antennenträger, der nur als mechanische Halterung für die in seinem oberen Abschnitt angebrachte (relativ kleine) Sendeantenne dient, etwa für UKW-Rundfunk oder Mobilfunk.
Je nach Anforderung kann ein selbststrahlender Sendemast
- gegen Erde isoliert sein, dann erfolgt die Einspeisung meist in Bodennähe
- geerdet sein, dann muss die Sendeenergie in einer gewissen Höhe in den Mast eingespeist werden, z. B. über Pardunen.

## Elektrischer Anschluss

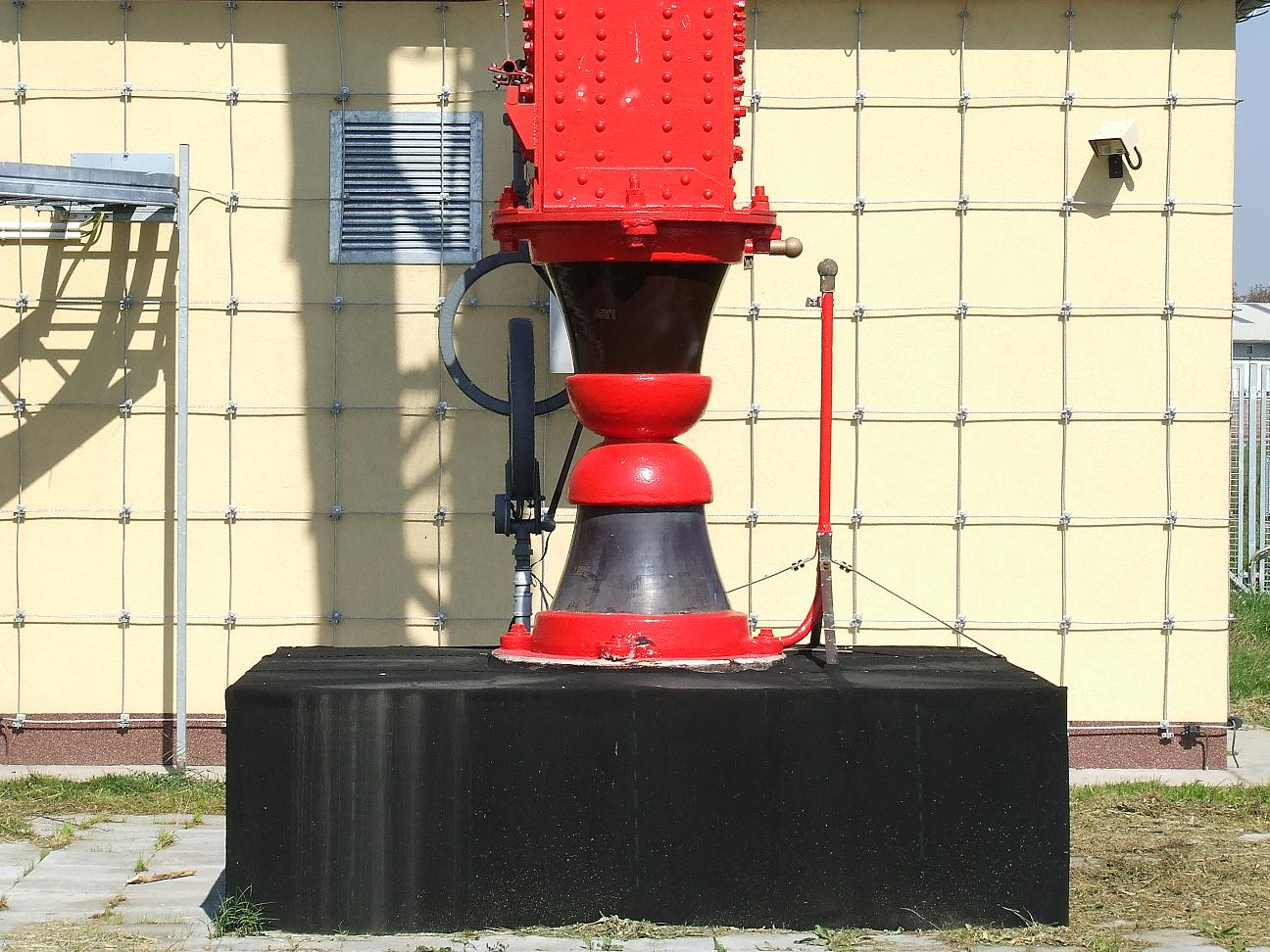
Standfußisolator des 314 m hohen und 280 Tonnen schweren Sendemasts Lakihegy in Ungarn mit dahinter liegendem Abstimmhaus

Isolierte selbststrahlende Sendemasten stehen während des Sendebetriebs unter hoher elektrischer Spannung (bis zu 300 kV) und müssen daher gegen unbefugte Annäherung gesichert werden. Die Leitungsanpassung zwischen Koaxialkabel und der Impedanz des Antennenfußpunktes erfolgt durch einen Resonanztransformator, der im Abstimmhaus untergebracht ist.
Da solche Masten mitunter sehr hoch sind, ist häufig auch eine Flugsicherheitsbefeuerung nötig. Diese wird über ein Kabel gespeist, das durch eine Spule geführt wird, die mit einem parallelgeschalteten Kondensator einen Sperrkreis für die Sendefrequenz bildet. Auf diese Weise kann auch eine auf dem Mast angebrachte Sendeantenne für UKW gespeist werden. 
Alternativ kann die Ankopplung der Stromversorgung für die Beleuchtung des Mastes und der Flugsicherheitsbefeuerung auch über einen sogenannten Austin-Transformator erfolgen. Ein Austin-Transformator besteht aus zwei kreisförmigen ineinandergreifenden Spulen die zueinander um 90° gedreht sind und über einen großen Luftspalt zur elektrischen Isolation verfügen. Der Austin-Transformator und diese Art der Ankopplung von niederfrequenter Speisespannung für die Beleuchtung des Hochspannungsmastes ist nach seinem Erfinder Arthur O. Austin benannt.
In nebenstehender Abbildung ist eine Ankopplung mittels Austin-Transformator links neben dem Standfußisolator zu erkennen. Rechts neben dem Isolator befindet sich eine Funkenstrecke, um elektrostatische atmosphärisch bedingte Aufladungen infolge Gewittern abzuleiten. Die Außenwand des dahinter befindlichen Abstimmhauses ist zwecks Abschirmung mit einem geerdeten Drahtnetz versehen.
Selten wird auch eine Beleuchtung der Mastspitze mit Hilfe von Skybeamern durchgeführt, wie 1939 beim Sendemast des Deutschlandsenders in Herzberg (Elster).

## Schwingungsdämpfung
Um windbedingte Schwingungen zu dämpfen, verwendet man bei manchen selbststrahlenden Stahlrohrmasten zylindrische Schwingungsdämpfer, die wie zylindrische Verdickungen aussehen. Solche Schwingungsdämpfer werden z. B. bei den Sendemasten von DHO38 in Ramsloh im Saterland verwendet. Sie sind auch bei den schwundmindernden Sendeantennen der Mittelwellensender Hamburg, Wolfsheim und Ismaning jeweils unmittelbar oberhalb des Trennisolators vorhanden.

## Elektrische Isolation der Abspannung

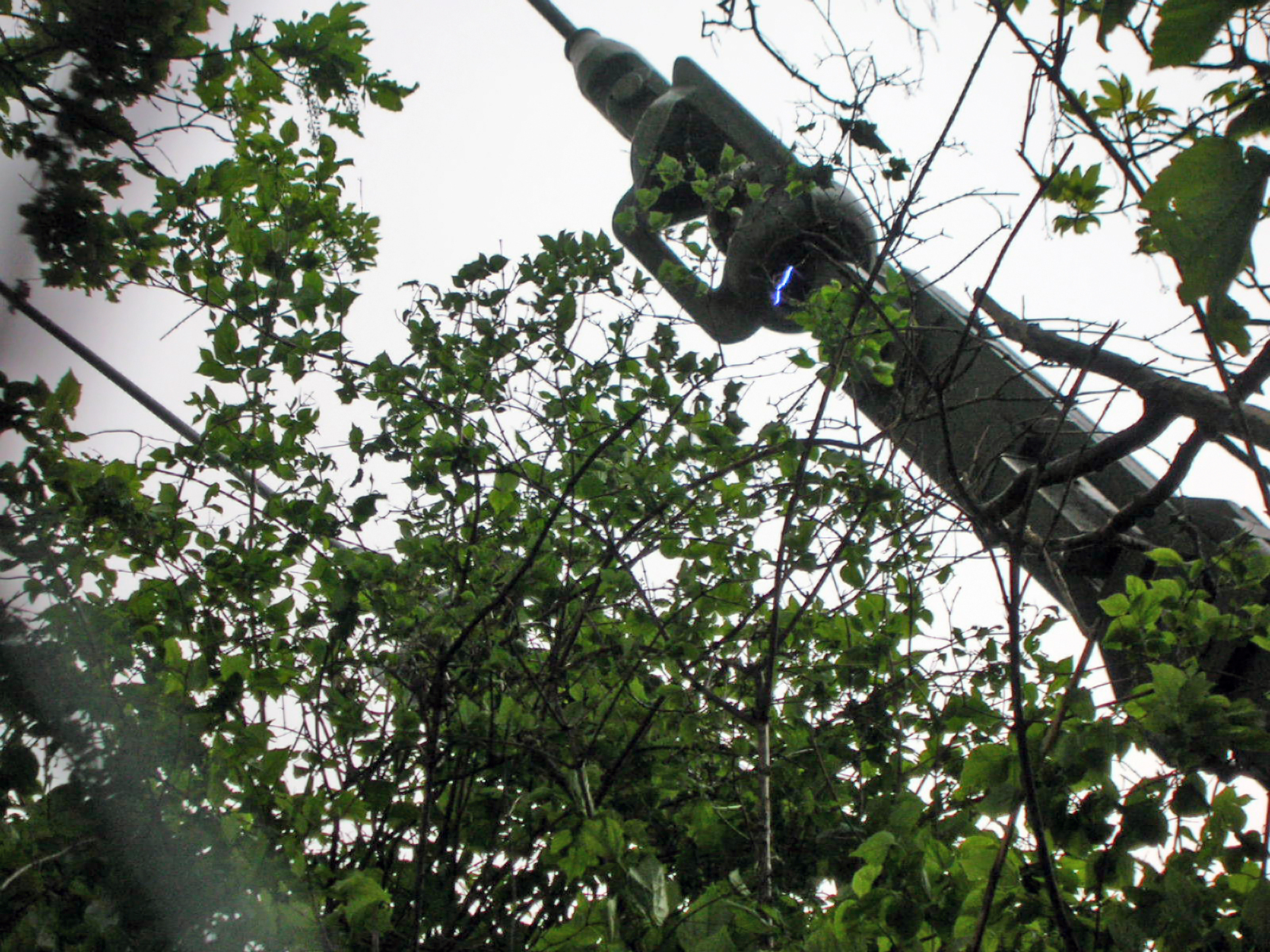
Überschlag an der Isolation einer Pardune am Sender Bisamberg

Die Abspannseile selbststrahlender Sendemasten dürfen nicht mit der abzustrahlenden Frequenz in Resonanz geraten. Deshalb werden sie meist mit Isolatoren unterteilt. Bei Gewittern können infolge der elektrostatischen Aufladung auf den Seilen der Pardunen hohe elektrische Spannungen auftreten, welche zu Überschlägen an den Isolatoren führen können.
Alternativ können die Abspannseile auch über Spulen verstimmt werden oder ihre Länge so gewählt werden, dass bei der eingesetzten Sendefrequenz keine Resonanz auftritt. Letztere Konstruktion bringt den Vorteil mit sich, dass keine nur unter großem Aufwand wartbare Isolatoren und Überspannungsableiter in den Pardunen nötig sind. Auch Kunststoffseile wurden schon für die Abspannung von selbststrahlenden Sendemasten verwendet. Allerdings gibt es bei solchen Seilen Probleme mit der Alterung, so dass ihr Einsatz nicht weit verbreitet ist.
Es gibt auch Masten, die mittels mehrerer Isolatoren elektrisch in mehrere Sektionen unterteilt sind. Sie können mehrfach gespeist werden und ermöglichen einen flachen Abstrahlwinkel (schwundmindernde Antenne). Solche Konstruktionen werden bei den Sendern in Mühlacker, Ismaning, Hamburg und Wolfsheim (Rheinsender) verwendet. Als Isolatoren werden für die Abspannung Vollkernisolatoren aus gebranntem Steatit verwendet. Als Isolation der Mastkonstruktion gegen Erde dienen Hohlkörper aus Steatit. Aufgrund der hohen Härte und der damit verbundenen geringen Bruchzähigkeit dieser technischen Keramik werden besondere Anforderungen an Auslegung und Montage gestellt.

## Wartung
Da die gegen Erde isolierten selbststrahlenden Sendemasten unter einer hohen elektrischen Spannung stehen, stellen Wartungsarbeiten eine besondere Herausforderung dar. Entweder muss die Antenne vollständig abgeschaltet, oder eine spezielle isolierte Plattform verwendet werden, um Monteuren den sicheren Zugang zu erlauben. Im ersten Fall muss eine Ersatzantenne vorhanden sein, wenn es nicht zu einer Unterbrechung des Sendebetriebs kommen soll.
Auf den meisten selbststrahlenden Sendemasten können sich Personen während des Sendebetriebs aufhalten, da ähnlich wie bei einem Vogel, der auf einer Stromleitung sitzt, der Antennenstrom an diesen vorbeifließt. Dies gilt allerdings nicht für manche Bauarten schwundmindernder Sendeantennen. Hier ist die Steigleiter gegen die Mastkonstruktion isoliert und zwischen beiden liegt während des Sendebetriebs eine hohe Spannung an. Man kann dieses Potenzial jedoch ausgleichen und damit den Zugang zur Steigleiter für Wartungsarbeiten möglich machen.
Sendemasten müssen grundsätzlich abgeschaltet werden, wenn Wartungsarbeiten an Isolatoren oder in deren unmittelbarer Nähe anstehen, da hier beim Sendebetrieb stets eine hohe Spannung anliegt.
Wie bei normalen Sendemasten auch, ist in selbststrahlenden Sendemasten eine Steigleiter vorhanden. Sie kann innerhalb oder außerhalb der Mastkonstruktion angebracht sein. Insbesondere bei Stahlrohrmasten ist sie aus Wetterschutzgründen meist im Innern des Sendemastes montiert. Wie schon erwähnt, kann diese Steigleiter auch als Leiter für die Speisung von oberhalb eines Trennisolators liegenden Mastteilen dienen, wofür aber eine isolierte Montage am Sendemast nötig ist.
In manchen selbststrahlenden Sendemasten wurde auch eine Aufzugsanlage installiert, die aus Gründen der Maststatik meist als selbstfahrender Kletteraufzug ausgeführt ist. Der Antrieb erfolgt im Regelfall mit einem Elektro-, manchmal auch mit einem Verbrennungsmotor. Die Stromzufuhr an die Aufzugskabine erfolgt dabei entweder über Stromschienen (Ramsloh im Saterland) oder über ein fest verbundenes Schleppkabel. Es wird zusammen mit den Leitungen der Flugsicherheitsbefeuerung durch die Spule eines Sperrkreises für die Sendefrequenz, der zwischen Erde und Sendemast liegt, geführt.

## Bauformen

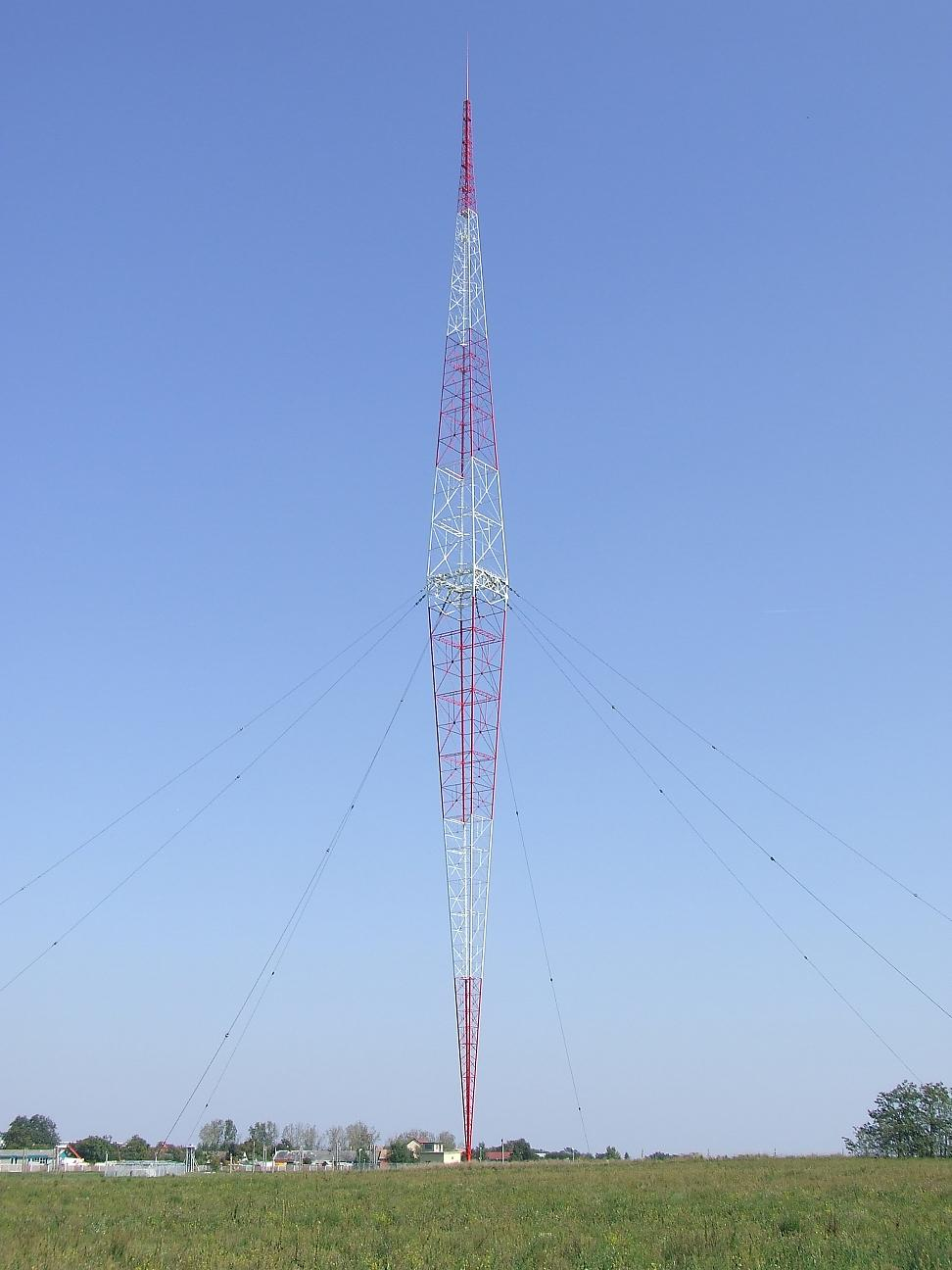
Blaw-Knox-Sendemast in Lakihegy

Eine besondere Bauart selbststrahlender Sendemasten ist der insbesondere in den USA vor dem Zweiten Weltkrieg errichtete Blaw-Knox-Sendeturm. Diese Konstruktion ähnelt der Form nach einer Doppelpyramide. Sie besitzt allerdings schlechtere Strahlungseigenschaften als herkömmliche abgespannte Sendemasten und wird deshalb seit 1940 nicht mehr verwendet.
Eine weitere Besonderheit stellen freistehende Türme dar, die gegen Erde isoliert sind. Ein sehr bekannter Vertreter ist der Funkturm Berlin, der aber nie als selbstschwingender Sendeturm eingesetzt wurde. Weitere Türme dieser Bauart sind die Antennentürme von Radio Luxemburg in Junglinster und der Blosenbergturm in Beromünster.
Am 18. Mai 1974 wurde der 646 Meter hohe selbststrahlende Sendemast Radio Warschau in Konstantynów, Polen fertiggestellt. Der als Langwellensender von „Radio Warschau“ genutzte seilverspannte Stahlturm war bis zu seinem Einsturz am 8. August 1991 das höchste Bauwerk der Welt.

## Maximale Spannung
Die am Mast maximal anliegende Spannung {\displaystyle U} ergibt sich zu 
{\displaystyle U=(1+M)\cdot {\sqrt {{\frac {2P}{R}}\cdot (R^{2}+Z^{2})}}}
wobei {\displaystyle P} die Sendeausgangsleistung bei unmoduliertem Träger darstellt und {\displaystyle R} und {\displaystyle Z} den Strahlungs- bzw. Blindwiderstand bei der Sendefrequenz angeben. {\displaystyle M} bezeichnet den Modulationsgrad. Für amplitudenmodulierte Sender kann er maximal 1 betragen, für frequenzmodulierte Sender beträgt er 0.

## Galerie

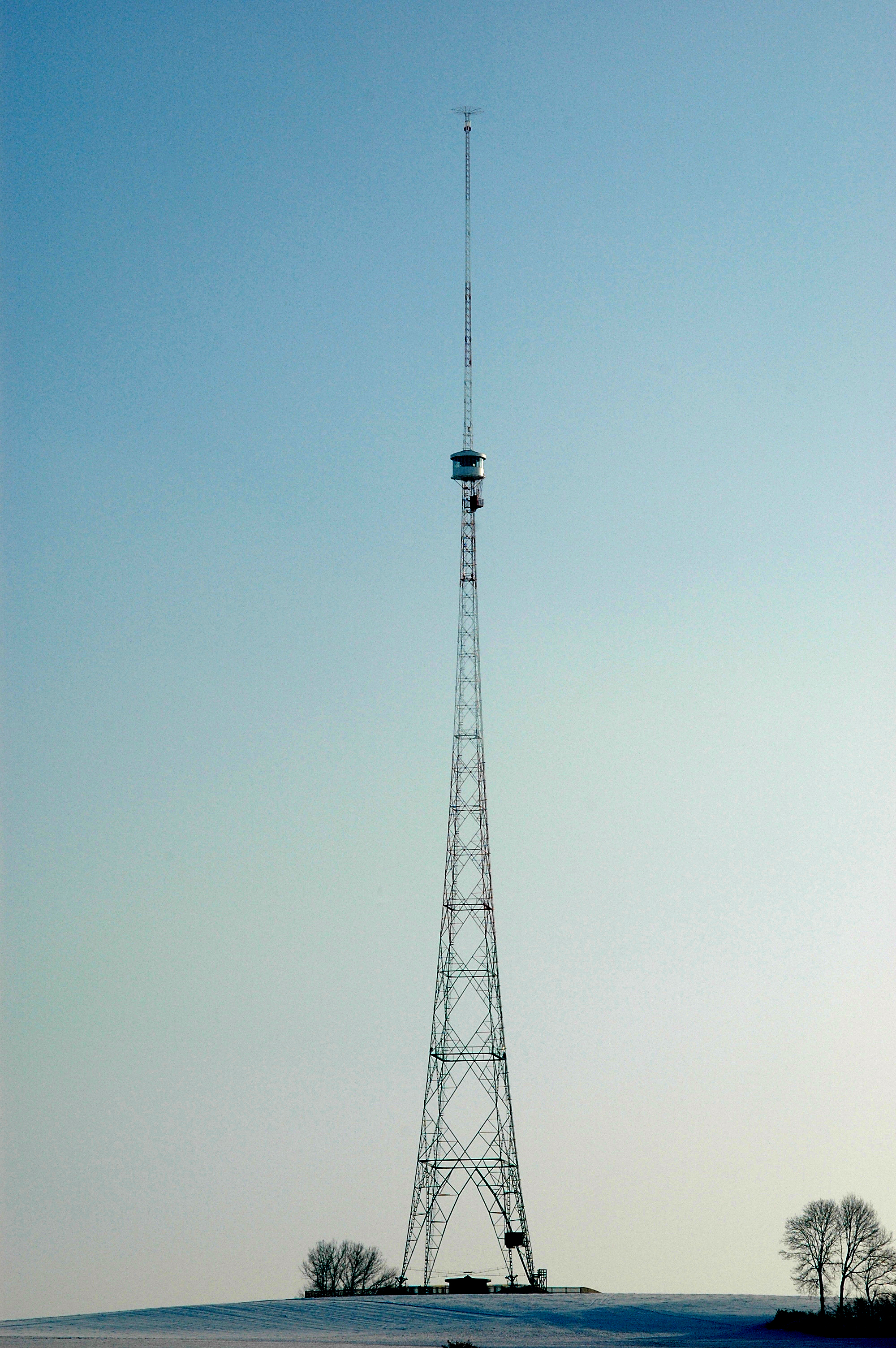
Blosenbergturm bei Beromünster
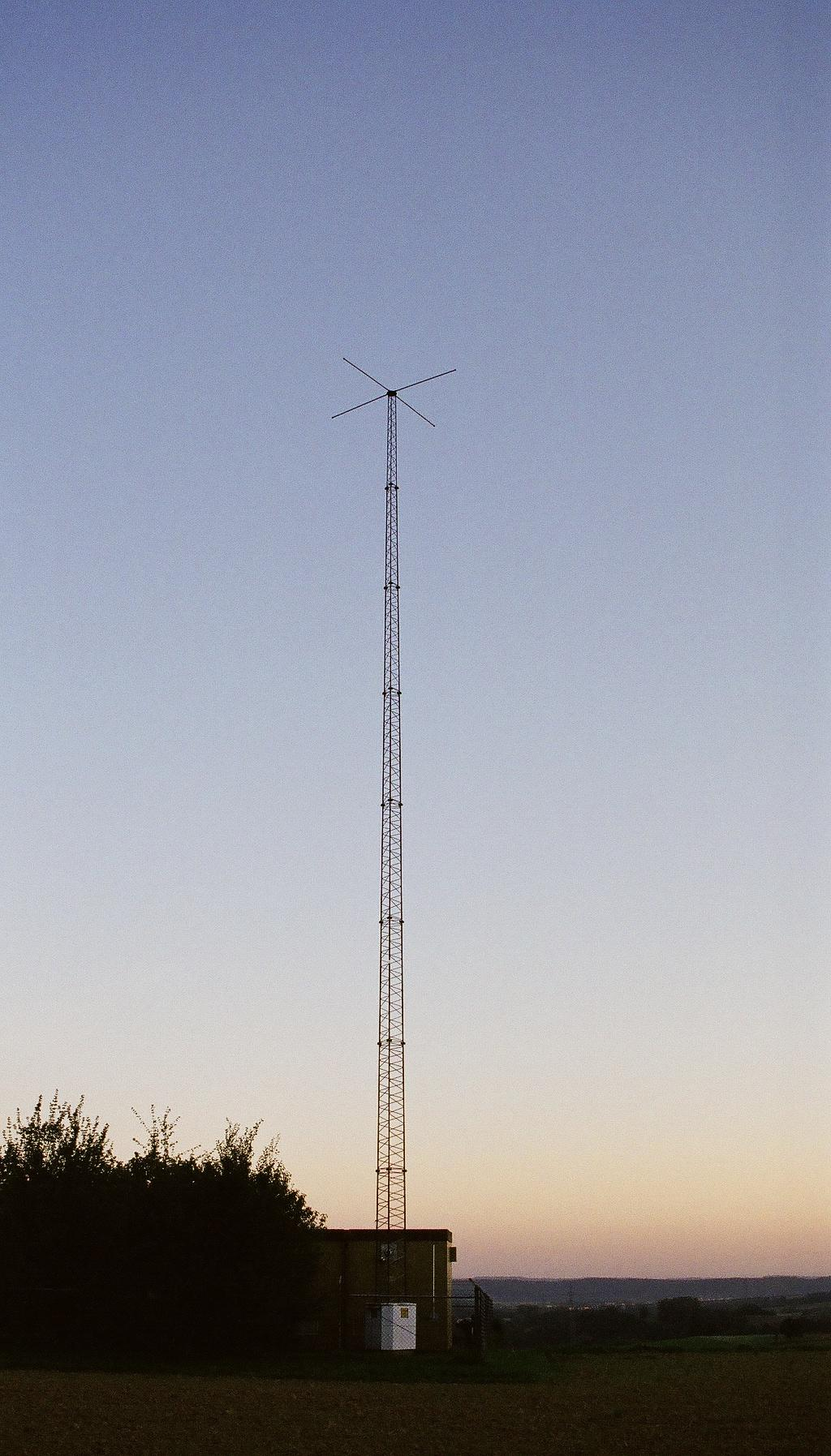
Sendeturm des NDBs NKR Leimen-Ochsenbach
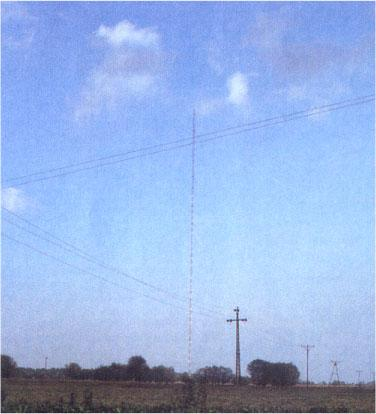
Der einstige Sendemast in Konstantynów in Polen (Höhe: 646 Meter)
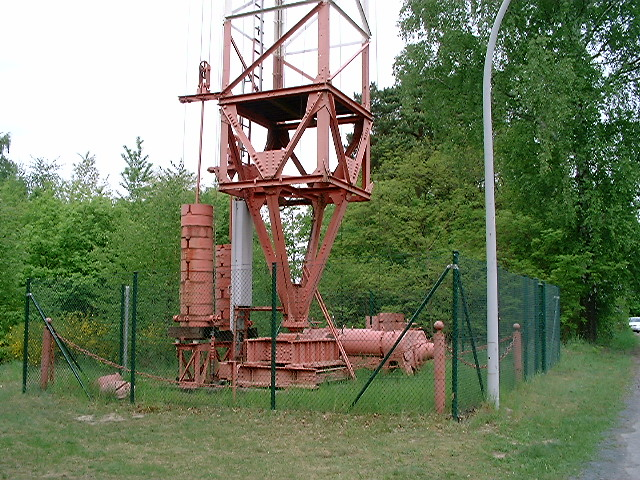
Fußpunkt des Sender- und Funktechnikmuseums in Königs Wusterhausen